# Zamordeje
Zamordeje (deutsch Samordey, 1938 bis 1945 Samordei) ist ein Dorf in der polnischen Woiwodschaft Ermland-Masuren, das zur Stadt- und Landgemeinde Ruciane-Nida (Rudczanny-, 1938 bis 1945 Niedersee-Nieden) im Powiat Piski (Kreis Johannisburg) gehört.

## Geographische Lage
Zamordeje liegt am Nordufer des Niedersees (polnisch Jezioro Nidzkie) inmitten der Johannisburger Heide (Puszcza Piska) im Südosten der Woiwodschaft Ermland-Masuren, 17 Kilometer südwestlich der Kreisstadt Pisz (deutsch Johannisburg).

## Geschichte
Die Kolonie Samordey bestand aus ein paar kleinen Höfen und war bis 1945 eine Ortschaft innerhalb der Landgemeinde Sowirog (1938 bis 1945: Loterswalde, polnisch Sowiróg, heute nicht mehr existent). Zum Ort gehörte eine Försterei, die wohl schon vor 1908 in den Gutsbezirk Rudczanny einbezogen wurde und später zum Staatsforst Rudczanny gehörte. Im Jahre 1905 zählte die Kolonie Samordey 37 Einwohner in sechs Häusern, das Forsthaus Samordey fünf Einwohner.
Die Namensschreibweise von Samordey änderte sich im Jahre 1938 in „Samordei“. In Kriegsfolge kam der Ort 1945 mit dem gesamten südlichen Ostpreußen zu Polen und ist heute in der polnischen Namensform „Zamordeje“ eine Ortschaft im Verbund der Stadt- und Landgemeinde Ruciane-Nida im Powiat Piski, bis 1998 der Woiwodschaft Suwałki, seitdem der Woiwodschaft Ermland-Masuren zugehörig. Im Jahre 2011 zählte Zamordeje 39 Einwohner.

## Kirche
Die Kolonie Samordey resp. Samordei war bis 1945 in die evangelische Kirche Turoscheln (1938 bis 1945: Mittenheide, polnisch Turośl), die Försterei in die evangelische Kirche Johannisburg (Pisz), beide in der Kirchenprovinz Ostpreußen der Kirche der Altpreußischen Union gelegen, eingepfarrt. Katholischerseits gehörte der Ort mitsamt Försterei zur Pfarrkirche in Johannisburg im damaligen Bistum Ermland.
Heute ist Zamordeje evangelischerseits in die Kreisstadt Pisz in der Diözese Masuren der Evangelisch-Augsburgischen Kirche in Polen, katholischerseits in die Pfarrkirchen Ruciane-Nida bzw. Wiartel ((Groß) Wiartel) im Bistum Ełk der Römisch-katholischen Kirche in Polen eingegliedert.

## Verkehr
Zamordeje liegt abseits des Verkehrsgeschehens und ist auf einer nur teilweise ausgebauten Nebenstraße von Ruciane-Nida aus zu erreichen. Dort befindet sich auch die nächste Bahnstation an der Bahnstrecke Olsztyn–Ełk (deutsch Allenstein–Lyck).